# Matthias Tendler

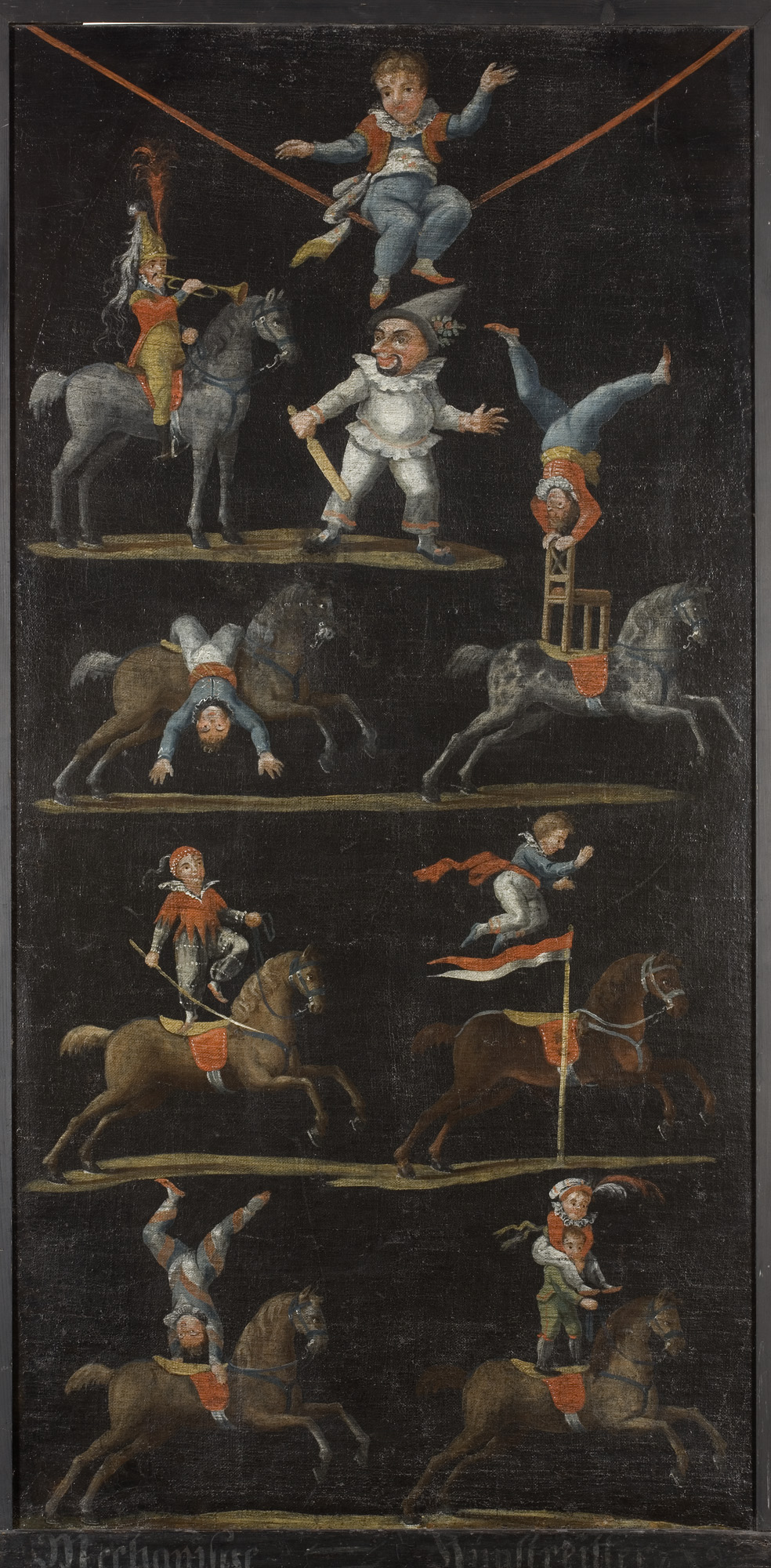
Matthias Tendler: Ankündigungstafel Mechanishe Kunstreitter, um 1820, Münchner Stadtmuseum

Matthias Tendler (* 15. Februar 1753 in Krieglach; † 28. Juni 1825 in Linz) war ein österreichischer Holzschnitzer, Mechaniker, Erfinder und Schausteller.

## Leben
Matthias Tendler beschäftigte sich schon frühzeitig in der Tischlerwerkstatt seines Vaters in Krieglach als Tischler und Figurenschnitzer und entwickelte, durch sein besonderes Interesse für Bewegungsabläufe, in der Folge die „Tendlerschen Automaten“. Unter anderem hatte er aus Pappe eine höchst bewegliche „Kunstreitergesellschaft“ gefertigt. Ab 1777 war er in Vorau und ab 1789 in Eisenerz tätig. So um 1810 kam er auf die Idee mit seinen Puppen öffentliche Schaustellungen zu geben. Bei einem Besuch von Kaiser Franz II. in Eisenerz erregten die Tendlerschen Figuren die Aufmerksamkeit des Kaisers und dieser erlaubte dem Künstler im Frühjahr 1811 am kaiserlichen Hof in Wien  eine Vorstellung mit seinen mechanischen Figuren zu geben, was ein voller Erfolg für ihn war. Zu dieser Zeit bestand des Künstlers „Truppe“ aus der erwähnten Kunstreitergesellschaft und einer Seiltänzer- und einer Bajazzofigur. Zum Abschluss des Wiener Kongresses 1815 kam Tendler wieder mit seinen Automaten nach Wien, die er vor mehreren Monarchen, unter anderem auch vor Zar Alexander I. von Russland vorzeigen durfte. In der Folge machte er mit seinen Kunstfiguren Reisen nach Deutschland und in die Schweiz, wobei er die größten Erfolge mit dem mechanischen Seiltänzer erzielte, der auf „schwingendem Seile, ganz frei, alle möglichen Trapezkünste ausführte“.
Auf seinen Reisen begleiteten Matthias Tendler seine Söhne Johann und Ferdinand. Matthias Tendler verstarb in Linz an der Donau auf der Heimreise von einer Tournee.

## Familie Tendler
Sein Talent und die Begeisterung für das Wandertheater haben sich auf seine Söhne und Enkel weitervererbt. Sein Sohn Johann (1777 bis 1849) und auch seine Enkel setzten die technische Vervollkommnung der automatischen Puppen sowie die Reisen erfolgreich fort. Der Maler Johann Max Tendler war ein Sohn von Johann Tendler.
Ein Mann mit dem Namen Tendler muss mit seinem Puppentheater auch einmal bis nach Norddeutschland gekommen sein, denn der Dichter Theodor Storm hat das Sujet und den Namen Tendler in seiner Novelle „Pole Poppenspäler“ verarbeitet. Die Hauptgestalt dieser Novelle, das „Lisei“, ließ er Worte aus dem bayrisch-österreichischen Deutsch sagen.